# G-Protein Rop
Rop Proteine (englisch Rho of plants ‚Rho-Protein der Pflanzen‘) gehören zu den monomeren (kleinen) G-Proteinen und kommen nur in Pflanzen vor. Sie haben wichtige Funktion in der pflanzlichen Signalübertragung innerhalb der Zelle. Bei Prozessen wie z. B. der pflanzlichen Immunantwort, dem Wachstum des Pollenschlauchs oder der Bestimmung der verschiedenen Pflanzenzellformen sind Rop-Proteine unentbehrlich.
Wie alle G-Proteine haben Rops eine intrinsische GTPase-Aktivität. Der Nukleotidaustausch wird wie bei anderen G-Proteinen von GTP-Austauschfaktoren (auch als RopGEF bezeichnet) katalysiert.